# Style Liège-Aix

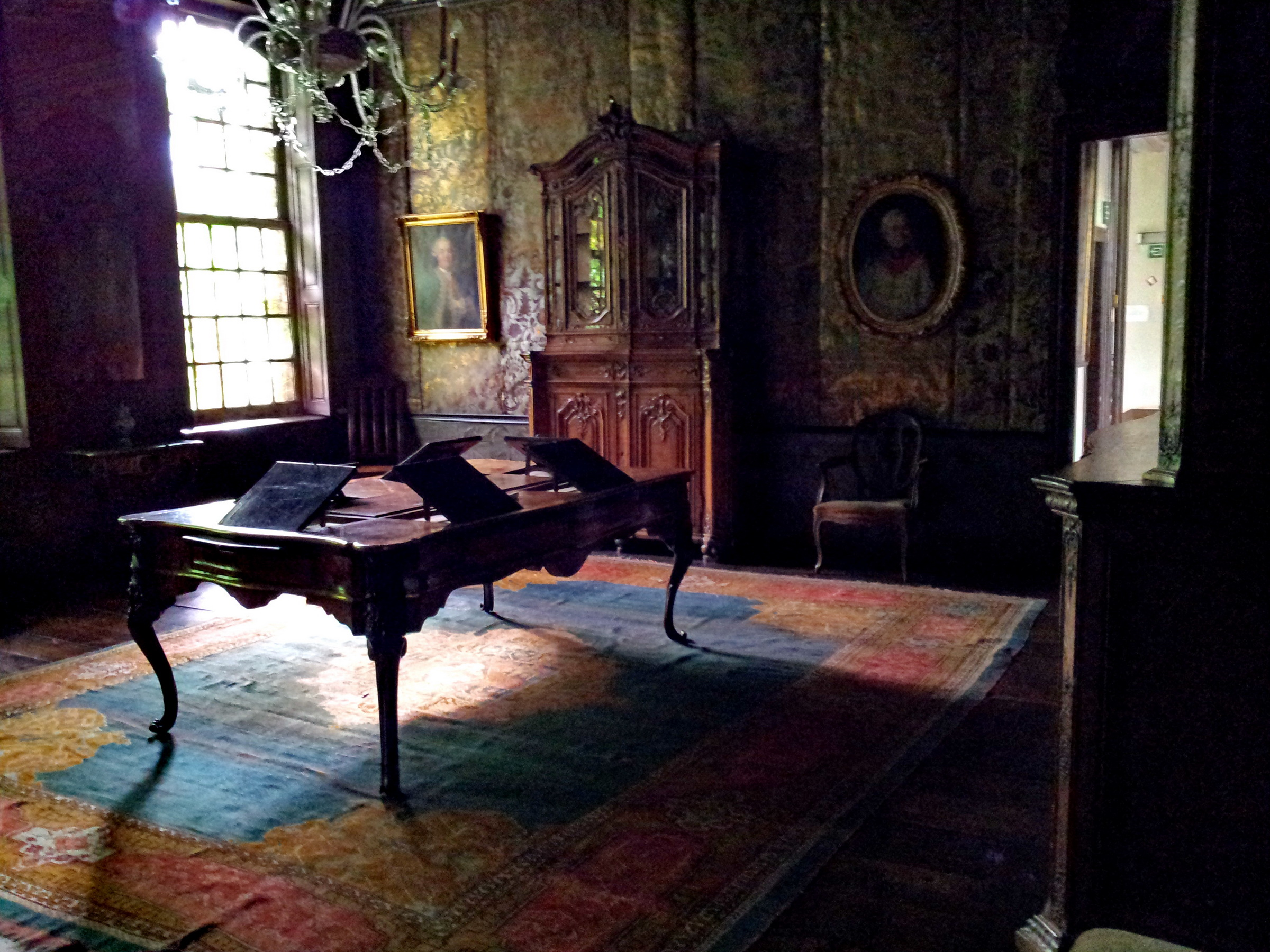
Salle du musée d'Ansembourg à Liège

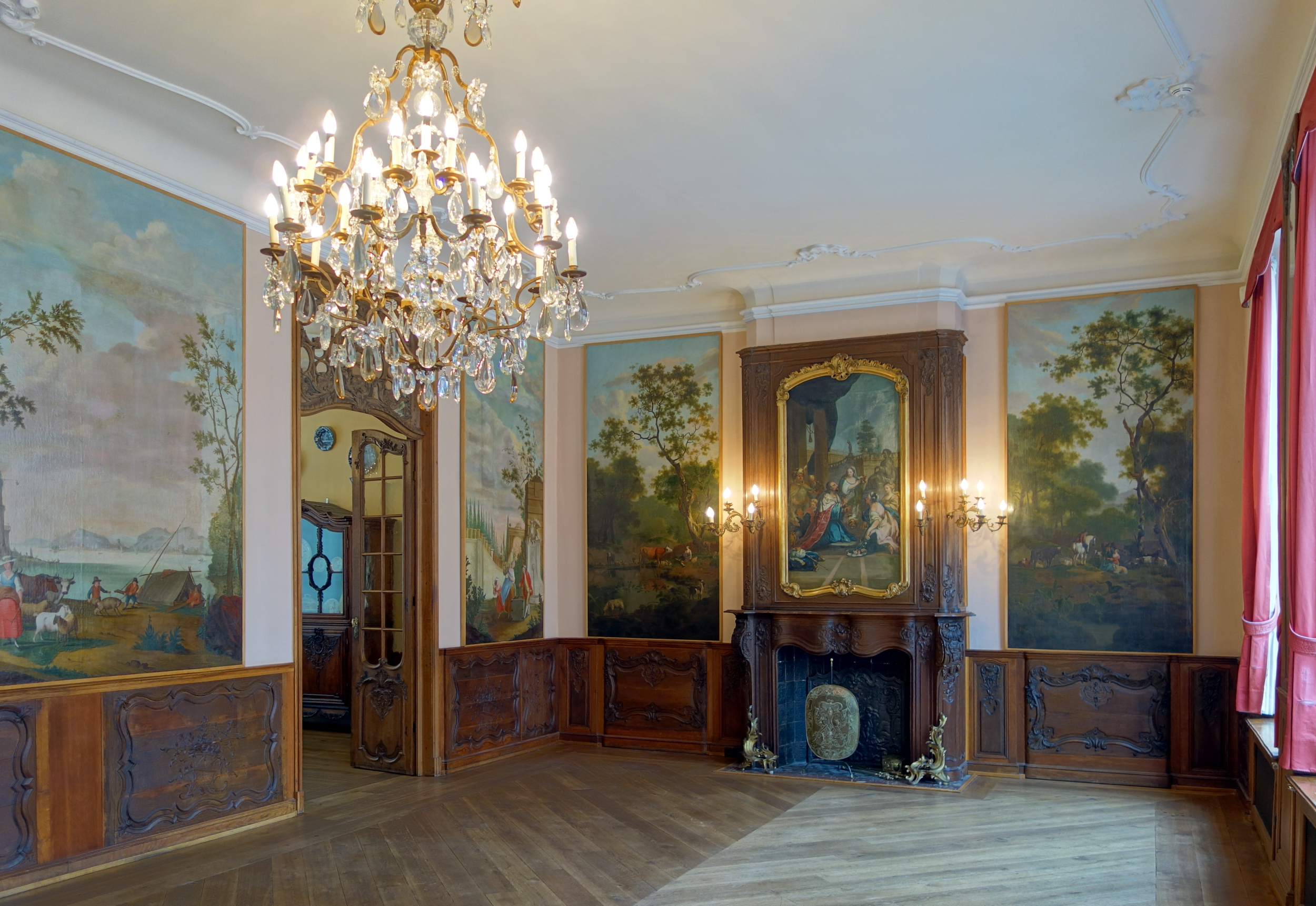
Boiseries dans la salle de banquet du musée Couven à Aix-la-chapelle

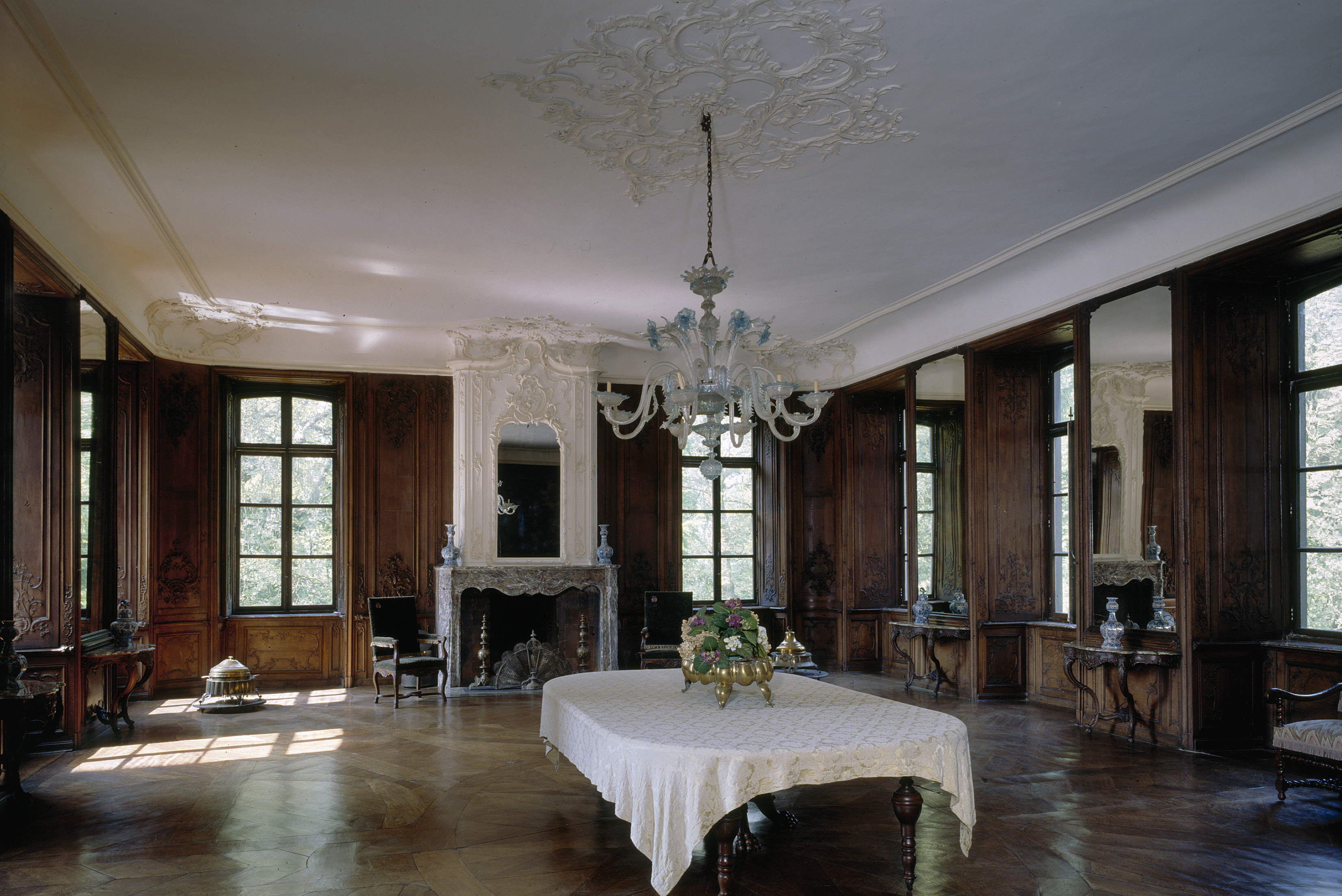
Boiseries dans le château Hillenraad à Swalmen

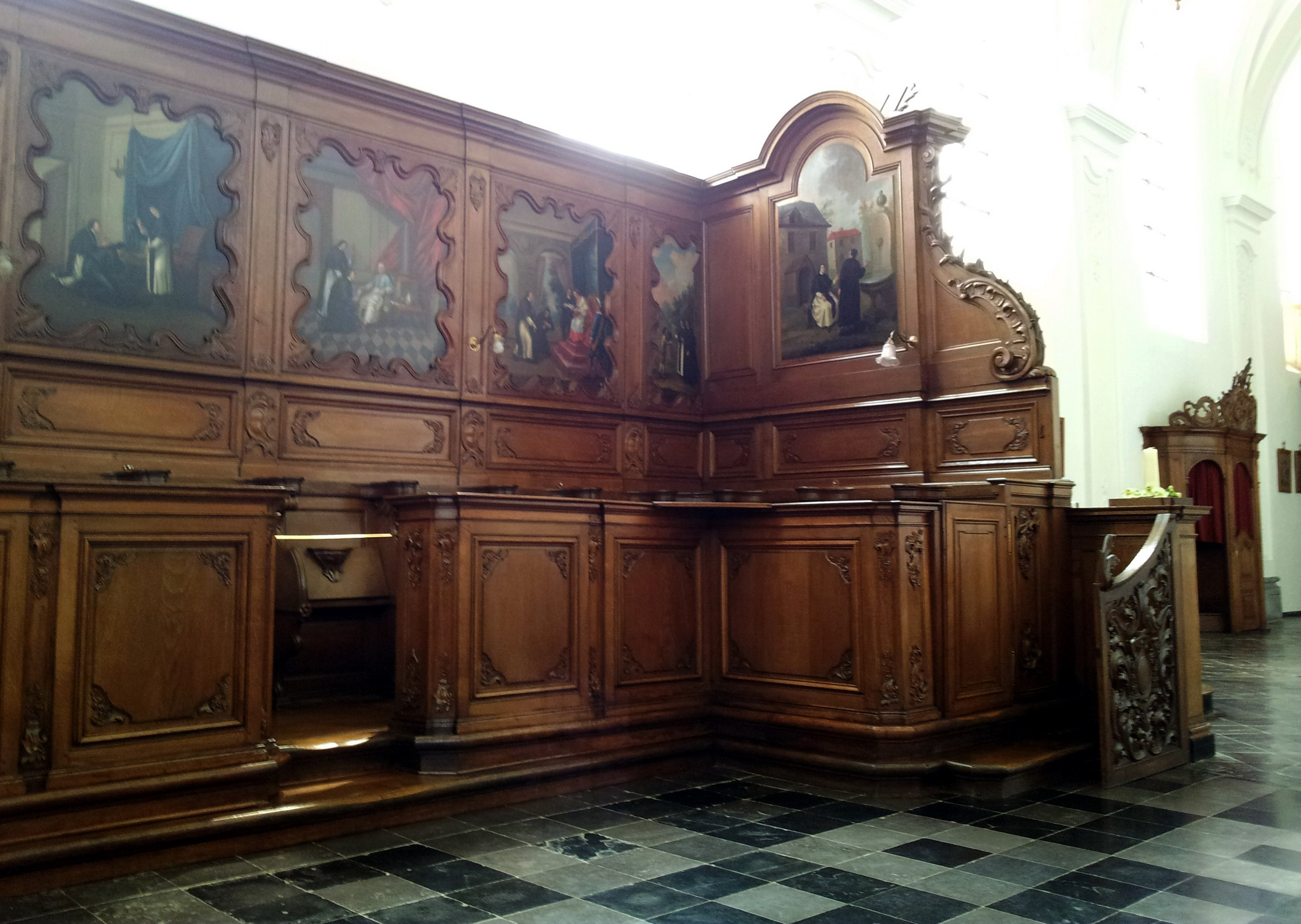
Stalles dans la chapelle de l'abbaye Mariënlof à Kerniel

Le style Liège-Aix (allemand : Aachen-Lütticher Stil) est une variante régionale de l'art mobilier baroque, qui prospéra essentiellement dans la seconde moitié du XVIIIe siècle dans les villes de Liège, Aix-la-Chapelle et Maastricht mais également ailleurs dans la principauté de Liège. Le style est étroitement lié aux style Régence, Louis XIV, XV et XVI mais diffère de ces styles français car une des caractéristiques est la prédilection qu'elle porte à l'emploi du chêne, à la différence de la création française qui cherche la diversité des matières et est souvent séduite par la polychromie et l'utilisation de la nacre et de l'argent, à laquelle recourent plus rarement les artistes liégeois.

## Âge d'or des arts appliqués dans la principauté de Liège
La seconde moitié du XVIIIe siècle a été l'apogée du baroque dans la principauté de Liège, en particulier dans le domaine de l'architecture et des arts décoratifs. Et de 1730 à 1780, la fabrication des meubles dans le Pays mosan atteint son apogée. D'après des modèles français les artisans de Liège, Verviers, Aix-la-Chapelle et Maastricht fabriquent des meubles, lambris et les autres boiseries qui témoignent d'un goût raffiné. C'est généralement du chêne qui est utilisé cependant d'autres bois peuvent plus rarement être utilisés. La pièce de mobilier la plus caractéristique du style Liège-Aix est le vaisselier dans lequel la porcelaine peut être exposée, mais également des armoires fermées, commodes, secrétaires, pendules, tables, chaises et lits à baldaquin qui ont été produits en grand nombre. Les meubles Liège-Aix de la période 1735-1790 sont généralement appelé Liège-Régence, bien que de nombreux éléments sont empruntés aux style français Louis, Rococo et au début du néo-classicisme. Cependant, dans le pays mosan, le bois a toujours une visibilité prépondérante et les artisans sont plutôt partisans d'une certaine symétrie et de sobriété, bien que les ornements ne sont pas moins raffinés qu'en France.

## Différences de style
Bien qu'il existe de nombreuses similitudes dans la fabrications des meubles entre les diverses villes de la principauté de Liège au XVIIIe siècle, les meubles d'Aix-la-Chapelle sont généralement plus robustes que ceux de Liège. Le mobilier liégeois est habituellement décoré avec de la rocaille en haut-relief ; à Aix-la-chapelle les meubles présentent souvent des motifs floraux en bas-relief. À Aix-la-Chapelle, les armoires sont généralement constituées d'une seule pièce alors qu'à Liège elles sont généralement constituées de deux parties (bas et haut). La production maastrichtoise est difficile à distinguer de la production liégeoise mais elle peut souvent être identifiée par l'utilisation de motifs en perspective. Après 1770-1780, les moulures des meubles Liège-Aix sont plus rectangulaires dans le style néo-classique, bien que le motif du coquillage est encore utilisé.

## Menuisiers
Au XVIIIe siècle, Liège avait des menuisiers de grande réputation : Louis Lejeune, Lambert Menguet et J. P. Heuvelman. Ils sont dans la tradition d'Arnold de Hontoire (1630-1709). À la fin du siècle, Michel-Joseph Herman (1766-1819) a été le plus important fabricant de meubles de style Louis XVI. Le dessinateur et graveur Jean-François de Neufforge (en) né à Comblain-au-Pont (1714-1798) fait fureur à Paris avec son mobilier et son architecture intérieure qui ont été copiés dans toute l'Europe. L'architecte aixois Johann Joseph Couven a conçu notamment des autels baroques, des chaires et des meubles pour orgue dans les églises de la région d'Aix-la-Chapelle. L'architecte Mathias Soiron (nl) a réalisé de nombreux dessins de meubles conçus par lui-même ou par d'autres dont les albums sont conservés. Joachim Kessels, un célèbre menuisier, père de Hendrik Johan et Mathieu Kessels) a réalisé une partie de la conception du château de Borgharen.

## Collections
Les meubles Liège-Aix se trouvent dans un grand nombre de collections privées et dans des collections muséales réparties à travers le monde. Les plus importantes collections de meubles et boiseries du style baroque Liège-Aix-la-chapelle se trouvent dans les musées Royaux d'Art et d'Histoire (RMAH) à Bruxelles, le musée d'Ansembourg et le musée du Grand Curtius à Liège, le musée Couven à Aix-la-Chapelle et le musée au Vrijthof à Maastricht. Les salles de ces musées exposent de beaux exemples de boiseries, meubles et pendules en combinaison avec des planchers en marqueterie, des stucs, des tapisseries, des peintures murales et de plafonds et d'autres objets décoratifs de Liège, Aix, Maastricht et d'autres centres d'artisanat mosans.
De nombreuses pièces se situent également dans le palais des princes-évêques et l'actuel palais de l'évêque de Liège, la résidence des abbés de l'abbaye de Saint-Trond, les hôtels de ville de Liège, Aix-la-Chapelle, Maastricht, Tongres et Saint-Trond, et d'innombrables monastères, châteaux et manoirs de la région qui donnent une impression d'opulence et de richesse dans la principauté de Liège au XVIIIe siècle. L'hôtel de Grady (ou hôtel de Spirlet) et l'hôtel Vander Maesen à Liège, le château de Modave, le château de Deulin, le château de Eijsden, le château de Hillenraad et le presbytère de Zutendaal sont des exemples de maisons et châteaux privés possédant une riche collection de décoration intérieure de style Liège-Aix.
Des églises et des monastères possèdent également de nombreuses pièces : boiseries, autels, chaires, confessionnaux, meubles d'orgue et d'autres meubles : la collégiale Saint-Barthélemy, le collégiale Saint-Jean l'Évangéliste, l'abbaye de la Paix-Notre-Dame, l'église Saint-Antoine , l'église du Saint-Sacrement et la chapelle de l'hôpital de Bavière à Liège, l'église Saint-Nicolas d'Eupen, l'église Sainte-Thérèse à Aix-la-Chapelle, l'église Luthérienne à Vaals, l'église des frères mineurs et l'église Saint-Jacques à Saint-Trond et la chapelle et la sacristie de l'abbaye de Mariënlof à Kerniel (Looz).

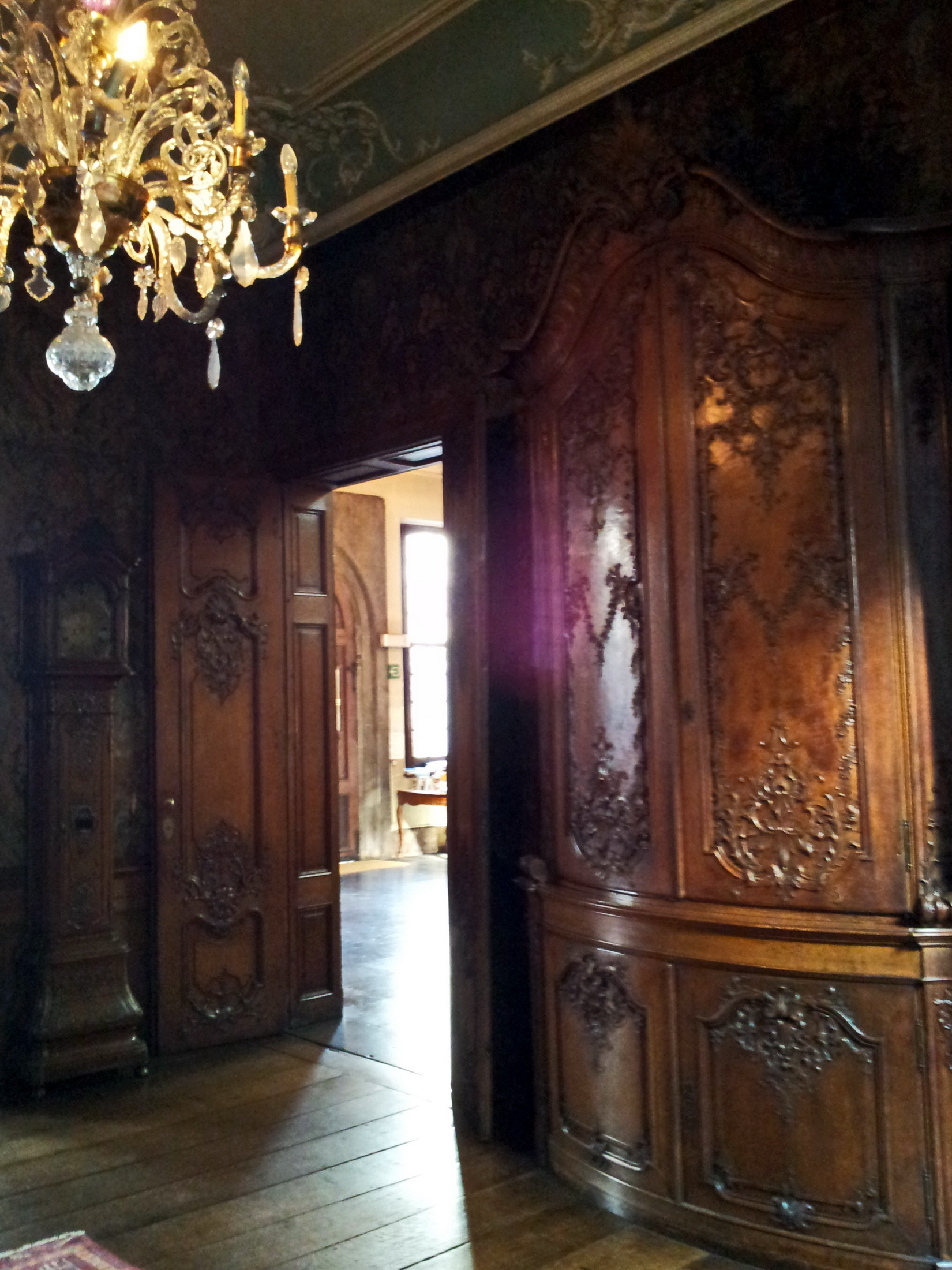
Boiseries (Musée d'Ansembourg, Liège)
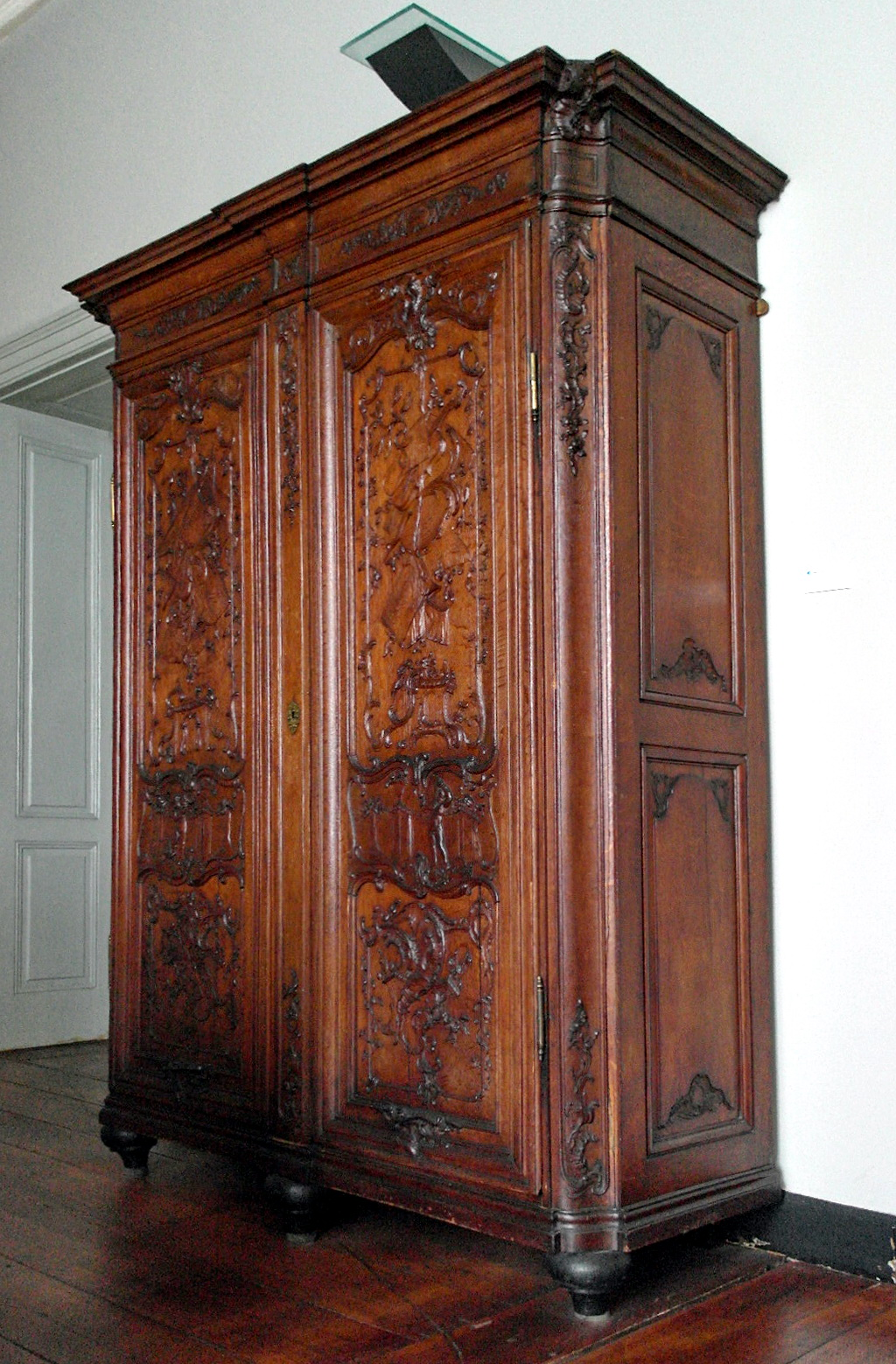
Armoire liégeoise (Grand Curtius, Liège)
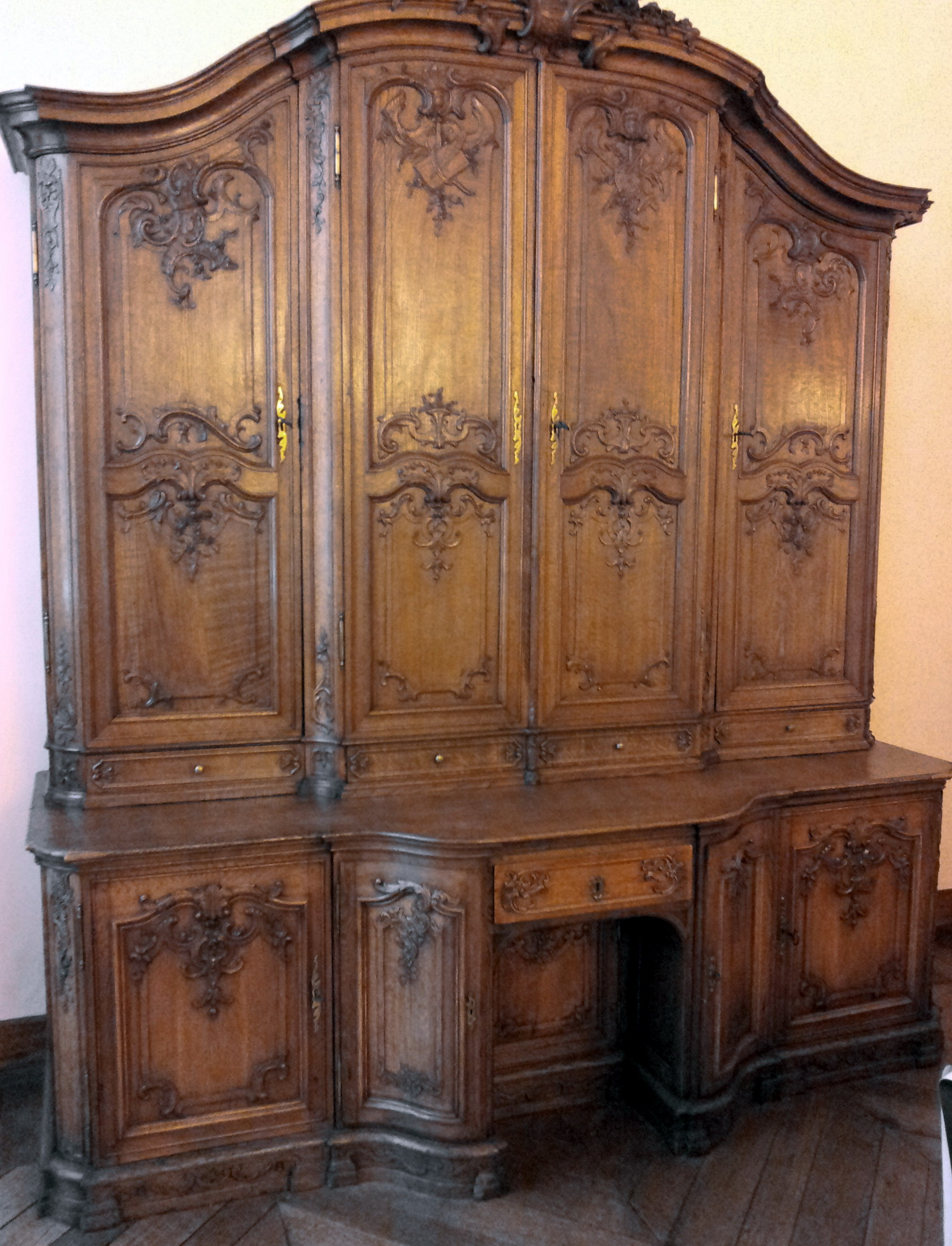
Armoire liégeoise (Abbaye de Saint-Trond)
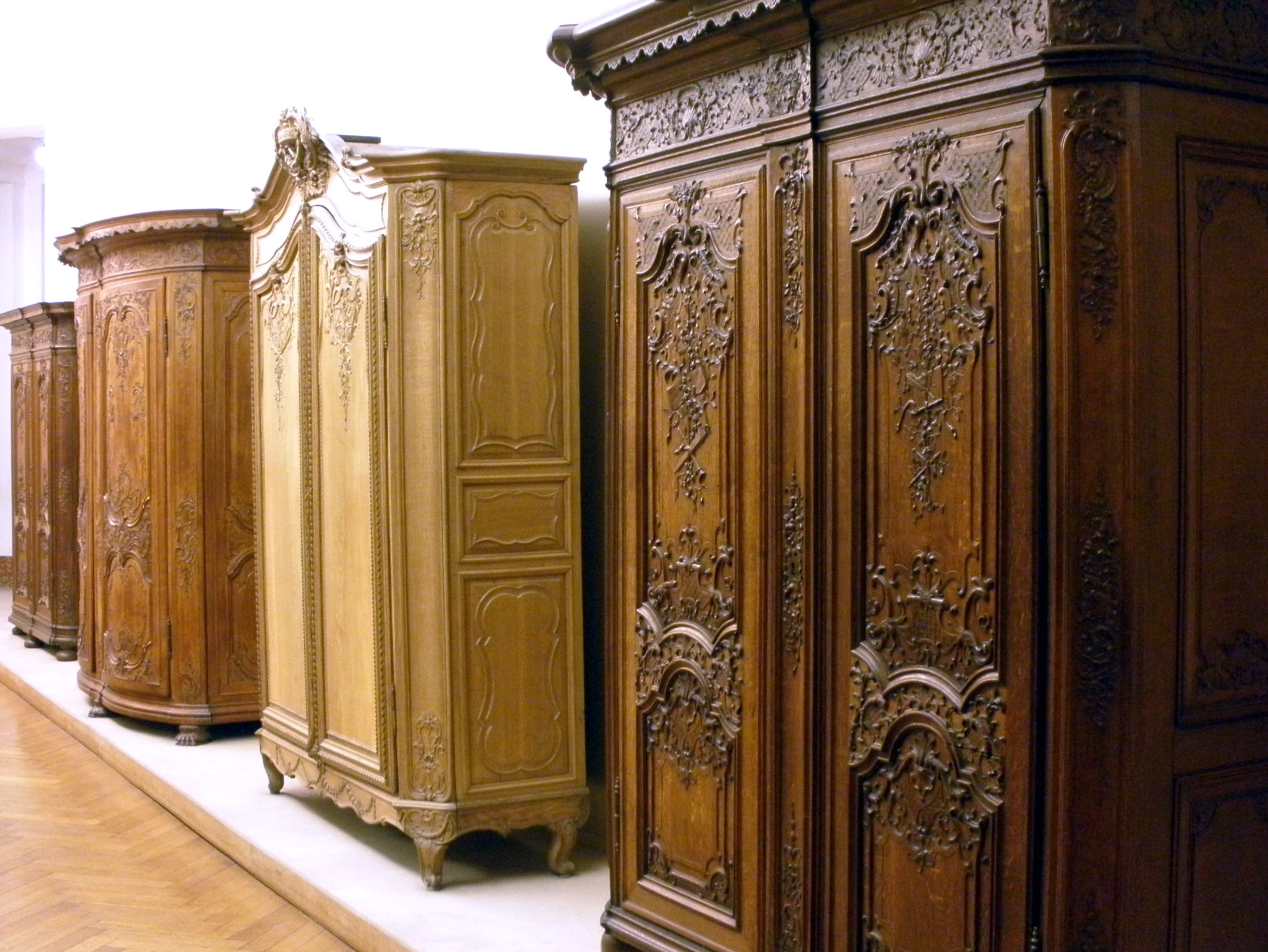
Armoire liégeoise (musées Royaux d'Art et d'Histoire, Bruxelles)
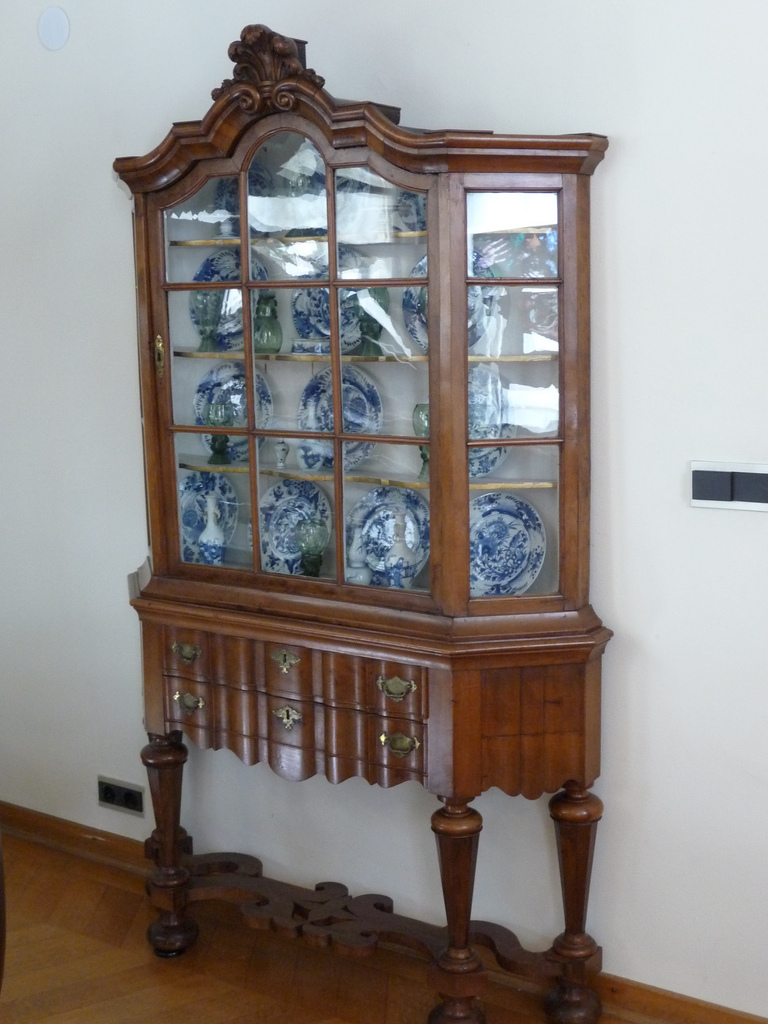
Vaisselier (musée au Vrijthof, Maastricht)
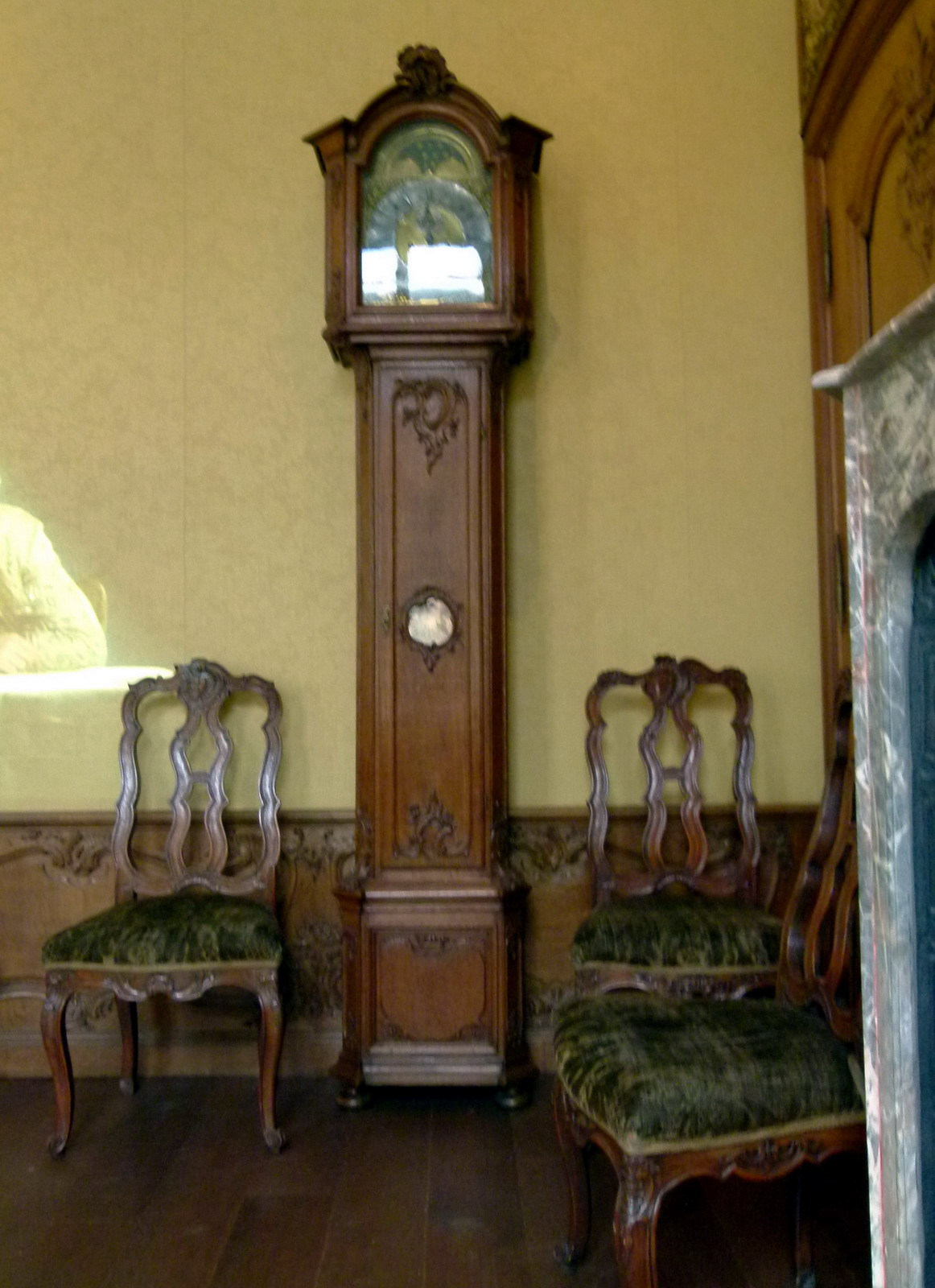
Pendule (musée au Vrijthof, Maastricht)
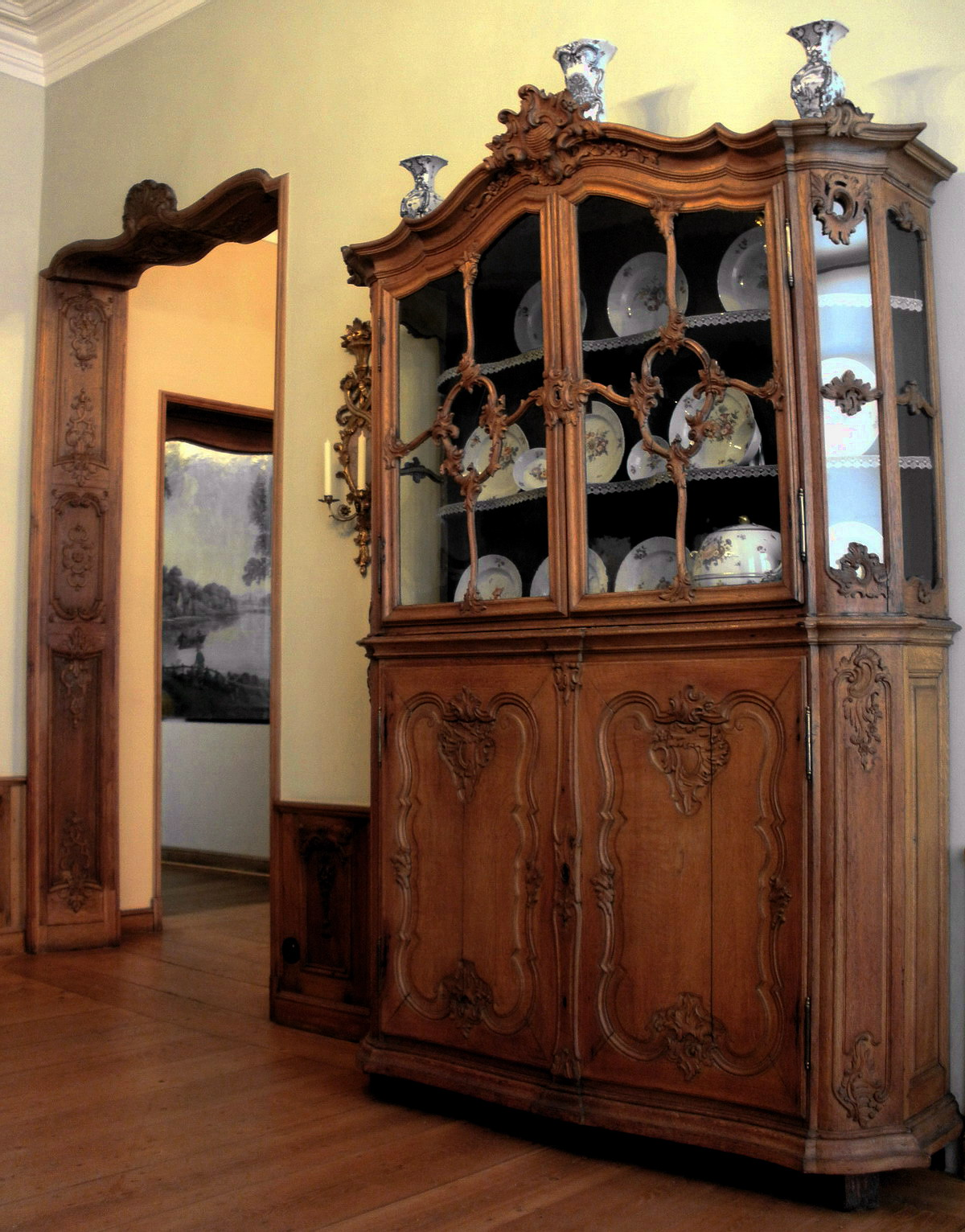
Vaisselier (musée Couven, Aix-la-Chapelle)
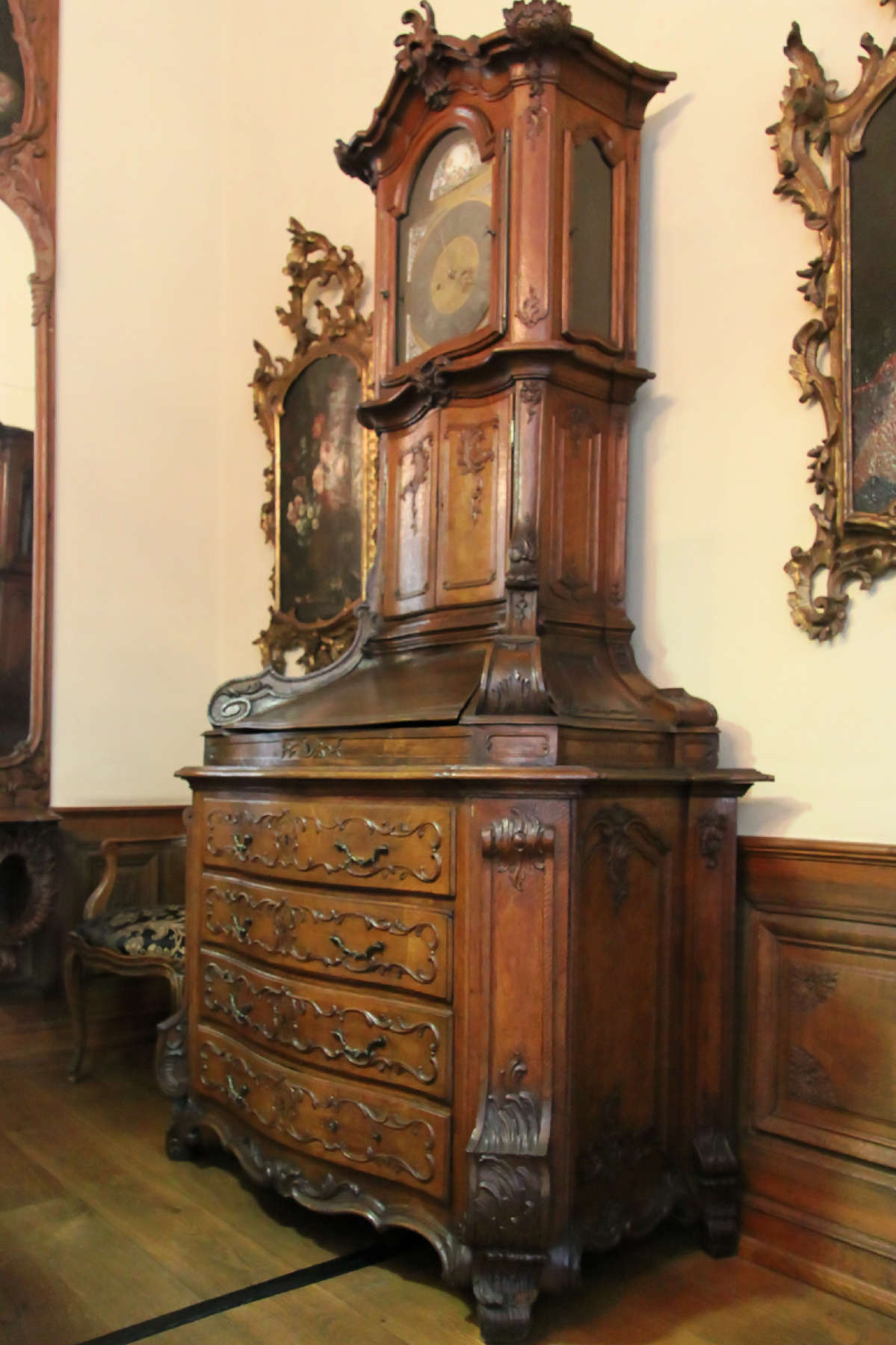
Armoire avec horloge (musée Couven, Aix-la-Chapelle)
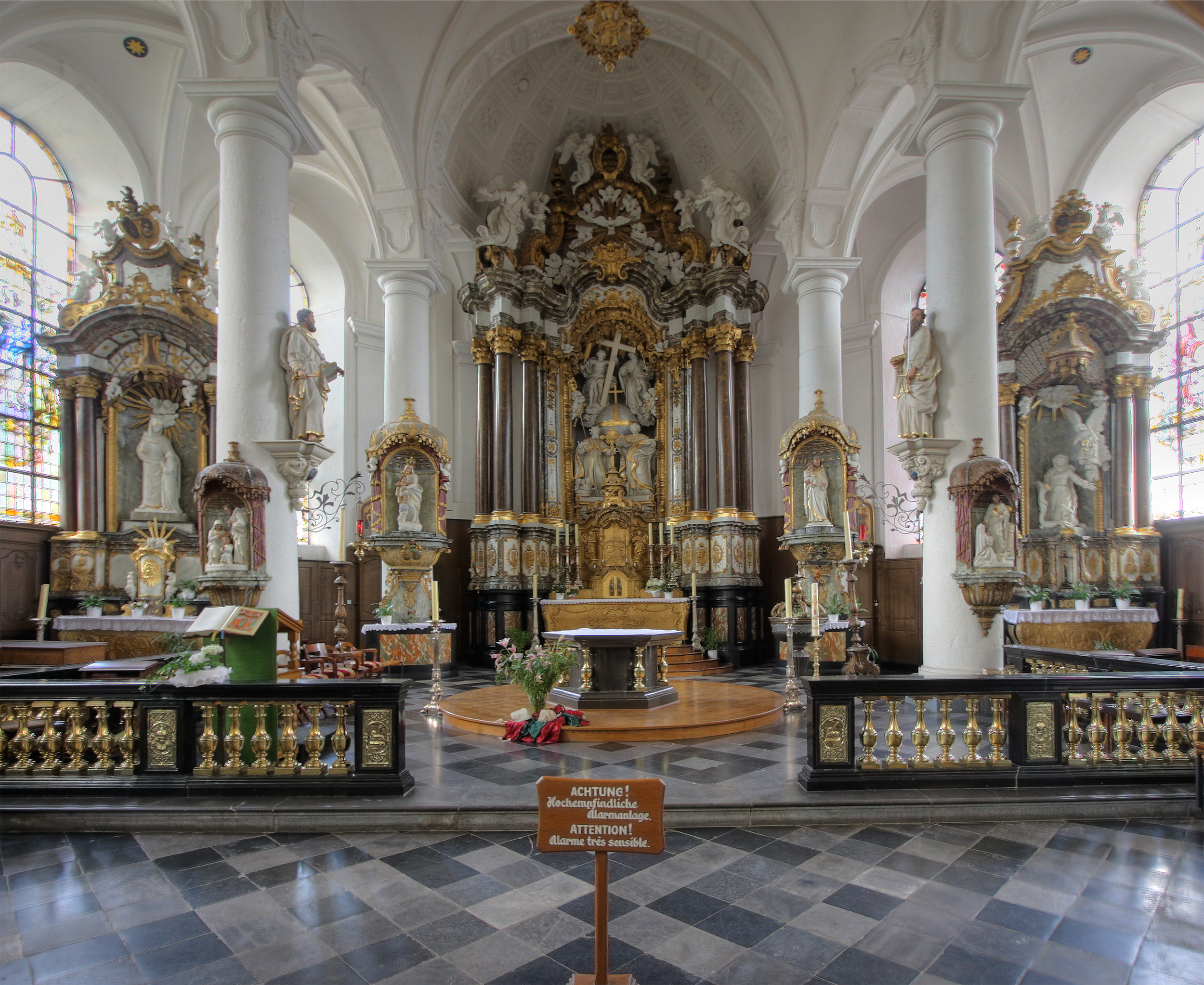
Mobilier liturgique de Couven (église Saint-Nicolas, Eupen)
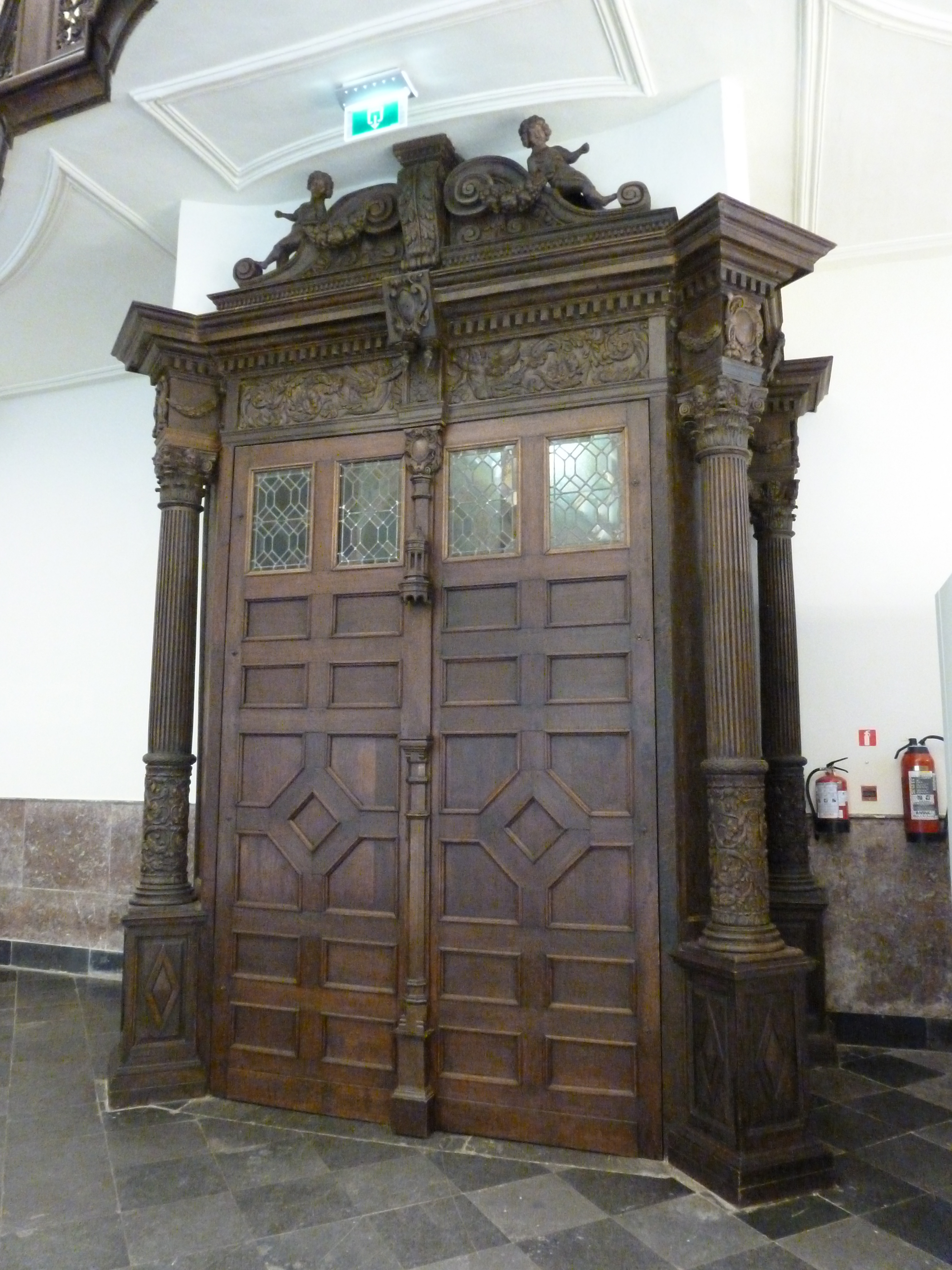
Portail (église Saint-Antoine, Liège)
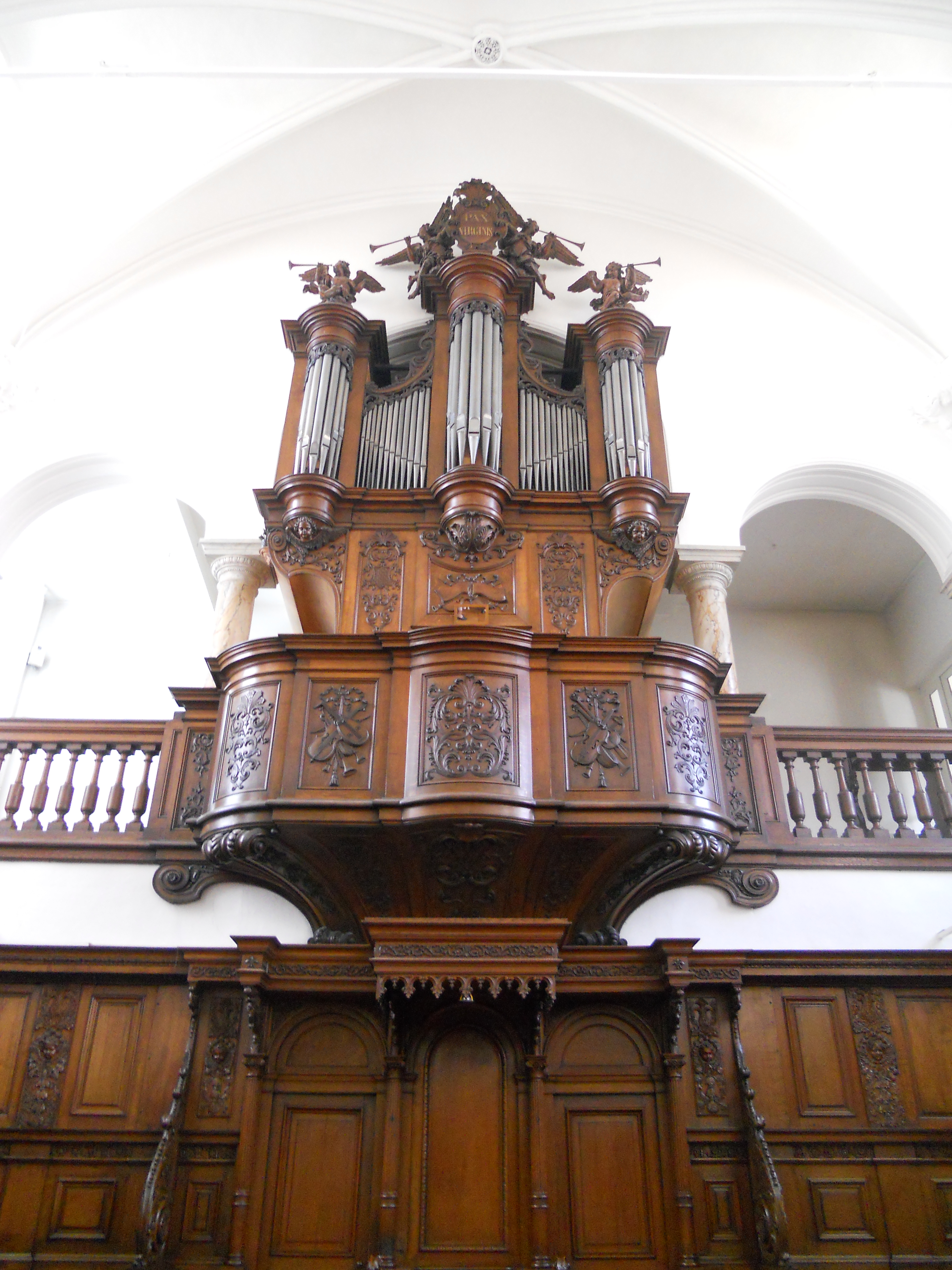
Orgue Picard (abbaye de la Paix-Notre-Dame, Liège)
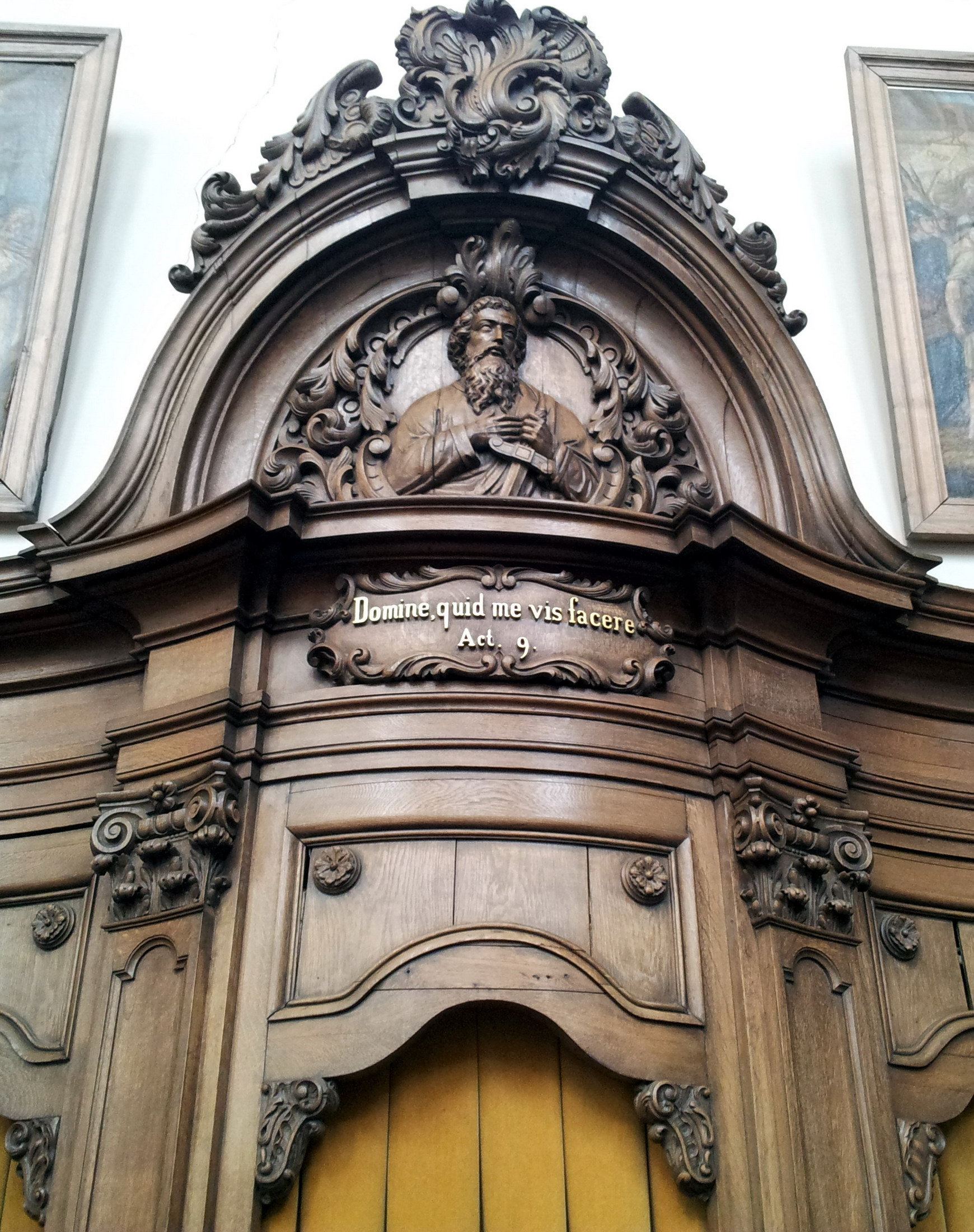
Chaire (église des frères mineurs, Saint-Trond)